# Beast (banda)
Beast é um duo canadense de trip rock formada em 2006 na cidade de Montreal. Eles entraram em hiato indefinido em 2010.

## Discografia

### Álbuns de estúdio
- 2008: Beast – Pheromone Records

### Singles
- 2008: "Mr. Hurricane" – Beast
- 2008: "Out of Control" – Beast